# The Floor Below
The Floor Below é um filme norte-americano de 1918, do gênero comédia dramática, dirigido por Clarence G. Badger, baseado em uma história de Elaine Sterne. O filme foi lançado em 7 de março de 1918 pela Goldwyn Pictures.
Cópia do filme encontra-se conservada no EYE Film Institute Netherlands.